# 101e division de chasseurs (Allemagne)
Pour les articles homonymes, voir 101e division.
La  101e division de Chasseurs (en allemand : 101. Jäger-Division) est une des divisions d'infanterie de l'armée allemande (Wehrmacht) durant la Seconde Guerre mondiale.

## Création et différentes dénominations
La 101e division de chasseurs est formée quand la 101e division d'infanterie légère a été renommée le 6 juillet 1942.
Elle combat dans la seconde bataille de Kharkov, la campagne des Caucases et pendant la retraite allemande dans le Kouban. Elle subit de lourdes pertes durant les combats avec l'Armée rouge et les partisans.
Elle évacue le détroit de Kertch et est transférée dans le bassin du Dniepr-inférieur fin 1943. Elle est entourée par la 1. Panzer-Armee en mars 1944 et forme l'arrière-garde du XLVI. Panzerkorps pendant l'évasion.
Elle participe à des retraites à travers l'Ukraine et est transférée vers la Slovaquie en octobre 1944. Elle recule à travers la Hongrie et l'Autriche durant l'année 1945 et termine la guerre en groupement de force tactique.

## Organisation

### Commandants
| Date                                 | Grade                      | Commandant       |
| ------------------------------------ | -------------------------- | ---------------- |
| 6 juillet 1942 - 1er septembre 1942  | Generalleutnant            | Erich Diestel    |
| 1er septembre 1942 - 12 juillet 1944 | General der Gebirgstruppen | Emil Vogel       |
| 12 juillet 1944 - 8 mai 1945         | Generalleutnant            | Dr Walter Aßmann |

### Officier d'opérations (Ia)
| Date                               | Grade          | Commandant              |
| ---------------------------------- | -------------- | ----------------------- |
| 10 décembre 1940-5 février 1942    | Oberstleutnant | Volkmar Schöne          |
| 6 juillet 1942-20 octobre 1942     | Major          | Hans-Joachim Ludendorff |
| 20 octobre 1942 - 15 novembre 1943 | Oberstleutnant | Gernot Nagel            |
| 15 novembre 1943 - Mai 1945        | Oberstleutnant | Franz Vital             |

## Théâtres d'opérations
- Front de l'Est, secteur Sud : juillet 1942 - octobre 1944
- Slovaquie, Hongrie et Autriche : octobre 1944 - mai 1945

## Ordre de bataille
1942
- Jäger-Regiment 228
- Jäger-Regiment 229
- Radfahr-Abteilung 101
- Artillerie-Regiment 85
- Pionier-Bataillon 101
- Panzerjäger-Abteilung 101
- Nachrichten-Abteilung 101
- Feldersatz-Bataillon 101
- Versorgungseinheiten 101

1944-1945
- Jäger-Regiment 228
- Jäger-Regiment 229
- Aufklärungs-Abteilung 101
- Artillerie-Regiment 85
- Pionier-Bataillon 101
- Panzerjäger-Abteilung 101
- Nachrichten-Abteilung 101
- Feldersatz-Bataillon 85
- Versorgungseinheiten 101